# Green Anarchy
Green Anarchy, en català Anarquia Verda, és una revista publicada tres vegades a l'any des d'Eugene, Oregon, Estats Units, per un grup ecologista del mateix nom.
La revista s'enfoca en els temes ecològics i en l'anarquisme principalment, en particular l'anarcoprimitivisme, l'anarquia postesquerra, les diverses tendències dintre de l'ecologisme radical, la resistència anarquista, la resistència dels pobles indígenes, l'alliberament de la terra i l'alliberament animal, l'anticapitalisme i el suport a presoners polítics.
El subtítol de la revista és La Premsa Anti-Civilització de Teoria i Acció". John Zerzan és un dels editors.
D'acord amb la seva pàgina d'internet, Green Anarchy va ser establerta en l'estiu de 2000 per un dels fundadors de Green Anarchist "una publicació similar, encara més rudimentària del Regne Unit" i "va començar com una introducció bàsica l'ecoanarquisme i a les idees ambientalistes radicals, però després d'any d'èxit limitat, els membres del grup actual van prendre el projecte amb una trajectòria entusiasta".
És una revista relativament coneguda als Estats Units, sobretot entre els ecologistes i anarquistes.